# Slaget ved Civitate
Slaget ved Civitate (også kendt som Slaget ved Civitella del Fortore) blev udkæmpet 18. juni 1053 i Syditalien mellem normannerne under ledelse af greven af Apulien, Humfred af Hauteville, og en koalition ledet af pave Leo 9. Den pavelige hær talte foruden lokale lombardiske styrker også tropper hvervet i Tyskland, og den blev ledet af Rudolf af Benevento. Normannernes sejr betød, at pavedømmet nogle måneder senere anerkendte deres ret til de erobrede områder i Syditalien.

## Forhistorien

### Normannerne i Syditalien
De første normanniske riddere i Syditalien, var pilgrimme, der enten tog den lange rejse til det hellige land eller den noget kortere tur til Ærkeenglen Michaels kloster på Gargano-halvøen i Apulien. Ridderne var kendt for deres tapperhed og kampduelighed, og i 1016 blev en gruppe af dem opsøgt af Melus af Bari, som med løfter om rigdom og ære opfordrede dem til at komme til Italien i større tal. Lombarderen Melus havde planer om et oprør mod det byzantinske styre i Apulien, og da en større gruppe normanner ankom i 1017, gik oprøret i gang. Det blev imidlertid slået afgørende ned i slaget ved Cannae (1018), og kun få normanner overlevede. De følgende år kom der imidlertid flere riddere, og efter nogle svære år som lejetropper for skiftende herrer fik de bidt sig fast. Rainulf Drengot blev greve af Aversa i 1030 og Vilhelm af Hauteville blev greve af Apulien i 1042.

### Koalitionen mod normannerne
De normanniske erobringer i Syditalien skete på bekostning af både pavestaten, de lombardiske fyrster og det byzantinske kejserrige. De tre parter havde også deres indbyrdes fejder, men i starten af 1050'erne var normannernes fremfærd så voldsom, at det lykkedes pave Leo 9. af danne en koalition mellem dem. I 1052 besøgte han sit hjemland, Tyskland, og forsøgte forgæves at få sin grandfætter, kejser Henrik 3. til at støtte sagen. De eneste tropper, der kom med fra Tyskland, blev rekrutteret af den pavelige kansler, Frederik af Lorraine. Det drejede sig om 700 svabiske sværdkæmpere, der med deres drabelige to-håndssværd og jernhårde disciplin kom til at udgøre kernen i den pavelige hær. Leo og hans tropper var tilbage i Rom i marts 1053.
Den italienske del af hæren blev leveret af fyrst Rudolf af Benevento og af hertugen af Gaeta og greverne af Aquino og Teano. Ærkebispen af Amalfi og byens borgere stillede også tropper, og koalitionshæren fik desuden tilgang af mænd fra Apulien, Molise, Campania, Abruzzo og Latium, som reagerede på pavens opfordringer.
Paven havde endnu en allieret i den byzantiske kejser Konstantin 10. Normannernes fremfærd var gået hårdt ud over de byzantiske besiddelser i Syditalien, og den lokale statholder (katapan) Argyrus kontaktede paven for at få en samordnet plan. Argyrus forsøgte først på egen hånd at slå normannerne, men hans tropper led nederlag til Robert Guiscard ved Crotone i Calabrien, og til Humfred Hauteville ved Taranto. Planen gik ud på, at pavens hær skulle rykke ind i Apulien, hvor den så skulle forene sig med den byzantiske hær i nærheden af Siponto. Paven havde sin flanke dækket, fordi normannernes gamle våbenfælle fyrst Guaimar 4. af Salerno var blevet myrdet i juni 1052, og hans søn og efterfølger Gisulf 2. valgte at holde sig neutral.
Normannerne forstod med det samme, at dette opgør ville blive helt afgørende for deres fremtid i Syditalien. De sædvanlige fejder blev lagt på hylden, og alle våbenføre mænd blev samlet under ledelse af greven af Apulien, Humfred af Hauteville.

## Slaget
Pave Leo drog til Apulien og nåede Fortore-floden nær byen Civitate, nordvest for det nuværende Foggia. Normannerne forsøgte af al magt at nå frem til den pavelige hær, før den kunne forene sig med Argyrus' byzantinske tropper. De havde kun få forsyninger med sig og var godt sultne, men de kom til Civitate i tide og stillede sig op, så de forhindrede de pavelige styrkers videre fremmarch. Pavens styrke var på omkring 6.000 mand, fordelt mellem ryttere og fodfolk. Normannerne havde omkring 3.500 mand, hvoraf de 3.000 var ryttere. Normannerne foreslog en forhandling, men de blev mødt med valget mellem overgivelse eller død, så de besluttede at angribe den følgende morgen.
De to hære var adskilt af en lille bakke. Normannerne grupperede deres ryttere i tre formationer. Richard var på højre fløj, Humfred i midten og Robert Guiscard, med ryttere og fodfolk (sclavos, slavisk infanteri), på venstre fløj. Over for dem var den pavelige hær delt i to dele, med de svabiske sværdkæmpere på højre fløj, og italienerne på venstre fløj, under ledelse af Rudolf. Pave Leo blev tilbage i byen Civitate, men hans banner, vexillum sancti Petri, befandt sig midt i koalitionshæren.
Normannerne indledte slaget. Grev Richard af Aversa og hele styrken på højre fløj galopperede frem over sletten mod pavehærens venstre fløj. Lombarderne og de øvrige italienere forsøgte slet ikke at gøre modstand, men vendte om og flygtede. Richards tropper huggede ind på de flygtende og fortsatte i retning af pavehærens forsyningslejr.
På den anden fløj rykkede svaberne op over bakken og indledte et angreb på Humfreds normannere, der led store tab. Robert Guiscard på venstre fløj kom ham til hjælp med sine ryttere, og var i stand til at stabilisere situationen, men kampen var stadig lige. Først da Richard fik samlet sine tropper fra forfølgelsen og vendte tilbage til slagpladsen, brød svabernes formation sammen, og de blev hugget ned.
I sin analyse af slaget skriver Brownat normannernes sejr ikke bare skyldtes personlig tapperhed. Ganske vist fik Robert Guiscard tre heste slået ned under sig, og vendte hver gang tilbage til slaget, men svaberne var lige så modige. Deres "ring af stål" modstod trods deres undertal adskillige angreb, og da deres formation endelig blev revet op af Richards riddere, kæmpede de til sidste mand. Normannernes nøgle til sejren lå i deres taktiske forståelse: Humfreds riddere angreb seks gange de svabiske sværdkæmpere og kom i ulige kamp mand mod mand, og alle seks gange fik han sine folk trukket ud af nærkampen og fik dem samlet og gjort klar til et nyt angreb. Roberts Guiscards indgreb fra venstre fløj fik stabiliseret situtionen, og Richard fortsatte ikke bare jagten på de flygtende italienere, men fik kontrol over sine ryttere og kom tilbage og afgjorde slaget.

## Efter slaget
De ledende mænd i Civitate var ikke interesseret i at få deres by angrebet og ødelagt, så de bad paven forlade byen, og han havde dermed ikke andet valg end at overgive sig til normannerne. De behandlede ham respektfuldt, og han fik lov til at drage til Benevento, men med følgeskab af en afdeling normanniske riddere, der slog sig ned udenfor byen og dermed i praksis holdt ham i fangenskab. Han måtte blive i Benevento i ni måneder, før han i marts 1054 gik med til en traktat, der anerkendte normannernes erobringer. Så kunne han drage tilbage til Rom, men han nåede kun til Capua, hvor han blev syg og døde i april 1054.
Det varede seks år – og tre anti-normanniske paver – før normannerne opnåede fuld anerkendelse af deres rettigheder i Syditalien, ved traktaten i Melfi i 1059. At paverne til sidst skiftede holdning skyldtes, at normannerne var blevet stærkere (og boede tæt på), mens den gamle beskytter, den tysk-romerske kejser (der boede langt væk), var blevet svagere. De følgende paver ønskede, at det var kardinalerne, og ikke den tysk-romerske kejser, der skulle udpege nye paver, og i en konflikt med kejsereren var det bedre at have normannerne som allierede end som fjender.